# La Maison jaune
La Maison jaune (en àrab البيت الأصفر, en berber Axxam Awragh) és una pel·lícula francesa-algerià dirigida i interpretada per Amor Hakkar estrenada el 2007.

## Sinopsi
L'Alya, una nena de dotze anys, està excavant un tros de terra erm. S'acosta un cotxe de policia. Un dels gendarmes li dóna una carta i li informa que el seu germà gran, que estava fent el servei militar a la gendarmeria, va morir en un accident.
Muntant el seu tricicle a motor, sense esperar i desafiant totes les prohibicions, Mouloud, el pare, un modest pagès d'Aurès, recupera el cos del seu fill.
Fàtima, la mare, està submergida en una immensa tristesa. El pagès tossut sap que als Aurés, rendir-se és morir una mica. Aconseguirà aquest pare, molt afectat i ajudat per la seva filla Alya, retornar un somriure a la seva dona i a la seva família?

## Repartiment
- Aya Hamdi : Aya
- Amor Hakkar : Mouloud (el pare)
- Tounés Ait Ali : Fatima (la mare)

## Distincions
- Festival Internacional de Cinema de Locarno (Suïssa, 2007)
  - Premi Ecumènic
  - Premi Don Quixot
  - 3r Premi del Jurat Jove[2]
- XXVIII edició de la Mostra de València (2007)
  - Palmera d'Or[3]
  - Millor música
- Panorama Alger (Algèria, 2007)
  - Millor pel·lícula
- Festival de Cinema Mediterrani de Montpeller (França, 2007)
  - Preu d'assistència tècnica GTC
- Festival Internacional de Cinema de Muntanya Autrans (França, 2007)
  - Premi incentiu tècnic
- Festival Espoir en 35 mm a Mulhouse (França, 2008)
  - Premi del públic
- Festival Internacional de Cinema de Tiburon (USA, 2008)
  - Millor pel·lícula
  - Millor pel·lícula africana
- Festival de Cinema de Nàpols (Itàlia, 2008)
  - Millor pel·lícula
- Festival de cinema Mediteranskog a Split (Croàcia, 2008)
  - Premi del jurat[4]
- OSIANS Nova Delhi (Índia, 2008)
  - Millor actor
- Festival Internacional de Cinema "Noha's Ark" a Grozni (Txetxènia, 2008)
  - Millor pel·lícula
  - Millor escenari
- Festival der Neue Heimat Film a Freistadt (Àustria, 2008)
  - Millor pel·lícula
- 8è Festival de Cinema Àrab de Rotterdam (Països Baixos, 2008)
  - Millor pel·lícula